# Regentova cesta, Ljubljana
Regentova cesta je ena izmed cest v Ljubljani.

## Urbanizem
Cesta poteka od križišča s Brilejevo ulico do ljubljanske obvoznice; tam preide v Vodnikovo cesto.
Na cesto se (od severa proti jugu) povezujejo: Zapuška, Brilejeva, Korenčanova, Plešičeva, Čebelarska, Za krajem, Kovaška, Vodnikova in Majorja Lavriča.

## Javni potniški promet
Po Regentovi cesti potekata trasi mestnih avtobusnih linij 7 in 7L.
Na vsej cesti so tri postajališča mestnega potniškega prometa.

### Postajališča MPP
| postajališče           | št. linije |
| ---------------------- | ---------- |
| 803112 Čebelarska      | 7, 7L      |
| 803122 Plešičeva       | 7, 7L      |
| 804172 Andreja Bitenca | 7, 7L      |

| postajališče           | št. linije |
| ---------------------- | ---------- |
| 804171 Andreja Bitenca | 7, 7L      |
| 803121 Plešičeva       | 7, 7L      |
| 803111 Čebelarska      | 7, 7L      |